# Jack Claude Nezat
 (mars 2021).
Si vous disposez d'ouvrages ou d'articles de référence ou si vous connaissez des sites web de qualité traitant du thème abordé ici, merci de compléter l'article en donnant les références utiles à sa vérifiabilité et en les liant à la section « Notes et références ».
Jack Claude Nezat, né le 23 avril 1943 à Châteauroux est un écrivain américain, de langues française, anglaise et allemande.

## Biographie
Jack Claude Nezat s'est engagé dans la vie communale et associative et a été élu conseiller municipal de Lésigny (Seine-et-Marne). Il a participé depuis 1963 à l'établissement des liens entre la France et l'Allemagne et a, entre autres, été conseiller de séjours pour l'Office franco-allemand pour la jeunesse de 1963 à 1973 et l'initiateur du jumelage de Lésigny et de Leingarten (Bade-Wurtemberg) en 1975.
Il est le fondateur et premier président de Rencontres franco-allemandes, association loi de 1901 pour le développement des relations entre les villes jumelles de Bayreuth et d'Annecy. Éditeur des bulletins d'informations BJI et Allemanda, il est par ailleurs auteur d'articles de presse et de portraits de personnalités, parmi lesquels Michel Jazy, Claude Serre, Claude Gaveau, Maurice Mollard et Hermann Eppler.

## Livres
- Elle était de Chicoutimi, Chicoutimi, 1958 (fr)
- C'est arrivé à Strasbourg, Strasbourg, 1961 (fr)
- Les Gens de Boulder, Boulder, 1964, d'après Ruy Blas de Victor Hugo (en)
- The Nezat, 1986 (en)
- The Nezat and Allied Families, 1988 (en)
- Die Geschichte einer Partnerschaft, Lésigny et Leingarten, 1989 (de)
- Elles ont choisi, 1989 (fr)
- Cut Flowers, Kevin became lost in the garden, 2007 (en) -  (ISBN 9780615150024)
- The Nezat and Allied Families 1630-2007, 1re édition 15 mai 2007 (en) -  (ISBN 9782952833929) mis à jour en 2010 sous le titre The Nezat and Allied Families, (en). Mise à jour de l'arbre généalogique le 4 janvier 2014. The Nezat and Allied Families 1630-2019, 4e édition le 2 avril 2019. The Nezat and Allied Families 1630 - 2020, 5e édition le 25 septembre 2020.  (ISBN 9780615150017)
- The Nezat and Allied Families 1630 - 2020, 5e édition le 25 septembre 2020 (en) publication Kindle 24 mars 2021  (ISBN 9798727857359)
- Je n'ai pas voulu mourir (fr) , parution 19 mars 2021  (ISBN 9781008991446)
- I didn't want to die (en), parution 25 avril 2021  (ISBN 9798744030551)
- The Nezat and Allied Families 1630 - 2022, 5e édition, updated, 13 janvier 2022 (en) publication Kindle 14 janvier 2022  (ISBN 9798401706669)
- Die Geschichte einer Partnerschaft, Lésigny und Leingarten, (de) publication Kindle 12 février 2022 (ISBN 9798415847549)
- The Nezat and Allied Families, 6ème édition, 15 mai 2023 (en) ajouté 7ème chapitre 15 août 2023 et 8ème chapitre 22 septembre 2023, publication Kindle  (ISBN 9798392661657)
- L'Histoire d'un Jumelage, Lésigny et Leingarten, (fr) Publication Kindle 14 janvier 2024  (ISBN 9798873596034)